# Germana Cousin
Santa Germana Cousin (Pibrac, território de Toulouse, França 1570 — Pibrac, território de Toulouse, França 15 de Junho de 1601), de seu nome de batismo Germana Maria de Jesus Cousin. Por causa de sua aceitação a Deus e de seu sofrimento é muito venerada em toda a França.

## Vida
A sua biografia é constantemente marcada por desgraças, a partir de seu nascimento até sua morte. Não chegou a conhecer sua mãe, que faleceu pouco tempo depois de tê-la trazido ao mundo. Não tinha características físicas muito favoráveis, possuindo uma má-formação em uma das mãos e uma enfermidade crônica originada da subnutrição, a qual prejudicava sua visão e movimentos faciais. O pai não a amava e a madrasta a maltratava demasiadamente. 
Devido a seu físico, não se cogitou casamento para ela. O pai sequer permitiu que frequentasse a escola do vilarejo, colocando-a exclusivamente para realizar os serviços domésticos e cuidar dos rebanhos da família. Muitas vezes dormia na estrebaria para amenizar seu sofrimento.
Só lhe era permitido sair de casa para ir à Igreja. Ninguém a acompanhava, pois seu pai a tinha como motivo de vergonha, apesar de não ser muito notada. Muitos habitantes do vilarejo a chamavam de “Germana aleijada” ou “Germana imprópria”. Mas sua fé e capacidade de aprendizagem eram enormes e suportava tudo.
Naquela época,  na França, dentro do contexto da ‘’guerra religiosa” entre católicos e calvinistas, uma trágica crise atingia a aristocracia, dividindo-a  em duas partes  segregadas entre si. Germana, a dedicada “pastora pobre”, como a define Henri Gheon em uma de suas biografias, freqüentava assiduamente a igreja paroquial de Pibrac, o seu vilarejo-natal, recebendo lá uma forte e esmerada educação religiosa. 
Tornou-se uma amável pregadora da palavra de Deus e uma catequista espontânea dos mais pobres. Tentou converter seu pai e sua madrasta, mas tudo foi em vão. Vivia acompanhada, em suas campanhas de pregação, de crianças e pobres.
Suas atividades religiosas eram muito variadas: um dia ia à Missa, outro dia recitava o Rosário e o Angelus.  Faleceu silenciosamente em 15 de Junho de 1601, na estrebaria que tanto freqüentava.

## Processo de Canonização

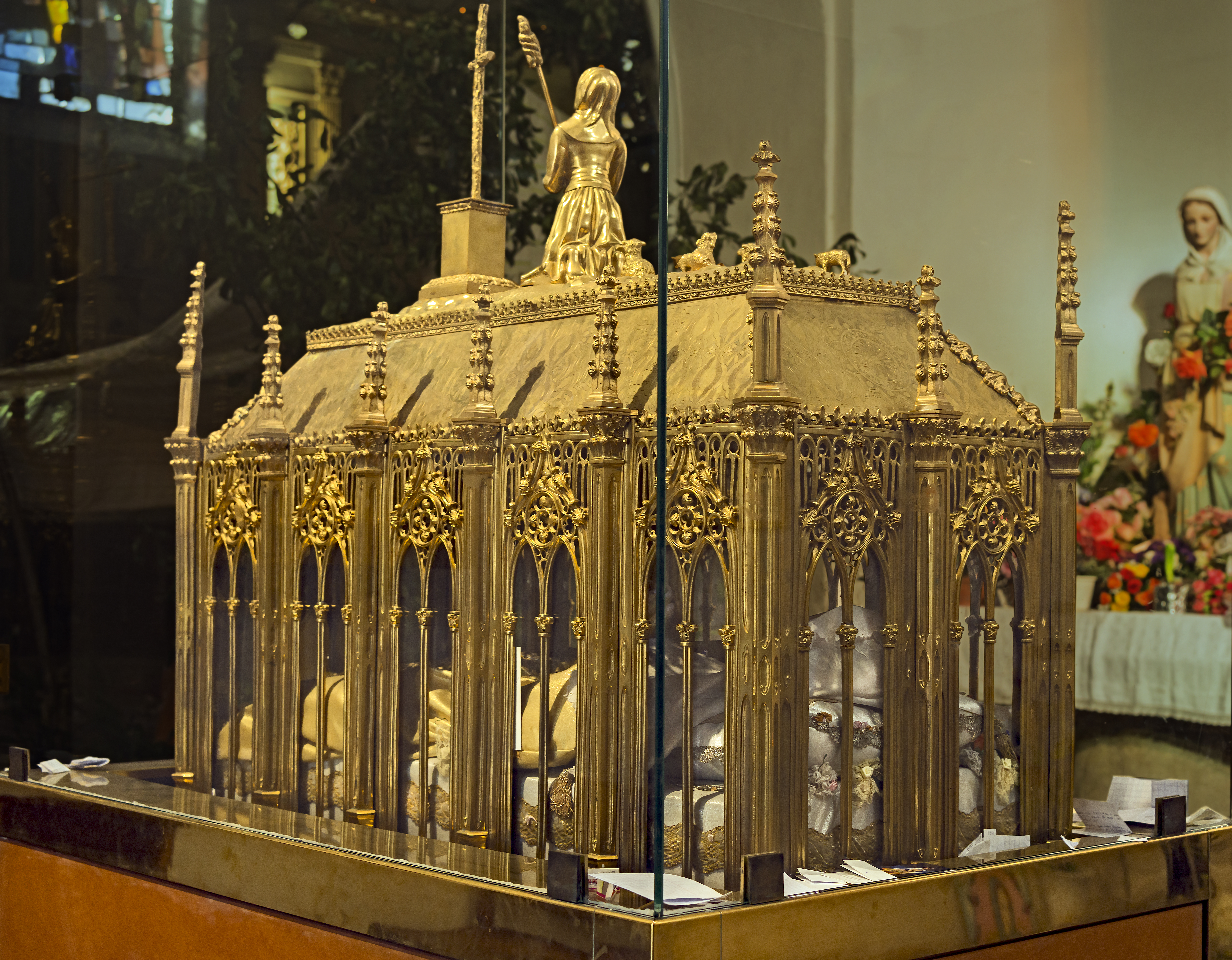
Relicário de Santa Germana

Depois de 40 anos de sua morte, seu corpo foi exumado e ainda estava incorrupto. A veneração logo foi estabelecida por força de lei canônica e o processo de canonização  foi iniciado. 
Em 1867, foi declarada santa pelo Papa Pio IX. Uma Basílica foi erigida em sua homenagem na sua cidade de origem, onde ainda repousam suas relíquias.
É a padroeira da Diocese de Toulouse e de várias paróquias na França.